# Francisco de Medina (maestro)
El Maestro Francisco de Medina (Sevilla, 1544 - Sevilla, 20 de marzo de 1615) fue un profesor sevillano, eminente filólogo y poeta en castellano y latín. Junto con Fernando de Herrera, trabajó en los comentarios a la poesía de Garcilaso de la Vega, titulados Anotaciones a las Obras de Garcilaso de la Vega (Sevilla, 1580).

## Biografía
Nació en Sevilla en el año 1544 y murió el 20 de marzo de 1615. Sus padres fueron el contador Francisco de Medina y doña Lucrecia de Medina. Desde su adolescencia, Medina se dedicó al estudio de las letras leyendo libros en romance y otras lenguas. Avalle-Arce indica que los estudios del maestro Mediana muestran que fue un autodidacta. De acuerdo a Pacheco, Medina se graduó de Bachiller en Artes y Filosofía en el colegio de mase Rodrigo, donde también ganó dos cursos de Teología (139-140). Además, según se puede apreciar en el retrato de Francisco Pacheco, Medina se graduó de licenciado en Artes y Filosofía en la Universidad de Osuna en 1570 (Pacheco 139-140). Entretanto, en 1564 hizo un viaje a Italia donde frecuentó las academias de Roma.
Francisco de Medina pertenecía a la Escuela Sevillana que también incluía a Fernando de Herrera, Francisco de Pacheco, Cristóbal de las Casas, Diego Girón, entre otros. El grupo se congregaba primeramente en la casa de Juan de Mal Lara, y posteriormente cambió su ubicación hacia el palacio del conde de Gelves. A este grupo se puede añadir unos cuantos visitantes o forasteros de paso. Sin embargo, centrales a este grupo serían las aportaciones de Fernando de Herrera. La excelente habilidad del Maestro Medina como humanista lo llevó a sostener una íntima amistad con Fernando de Herrera, más conocido como "El Divino", poeta de herencia petrarquista y autor de las Anotaciones á las Obras de Garcilaso de la Vega. 

## Obra
Su prólogo a las Anotaciones á las Obras de Garcilaso de la Vega constituye uno de los manifiestos más interesantes en la evolución de la poesía española en la segunda mitad del siglo dieciséis. De igual manera este prólogo es una reflexión sobre la dignidad de la lengua vernácula y el concepto del translatio imperii.
A mediados del siglo XIX se dijo que Francisco de Medina también colaboró con José Sancho de Rayón en el manuscrito de un poema en noventa y tres octavas, titulado “Elogios á María Santíssima”. Francisco de Medina también colaboró con excelentes apuntamientos y notas de mucho valor literario a unos sonetos de José María de Alava, catedrático de la Universidad sevillana, que fueron publicados en la misma ciudad por don Juan Colón y Colón (1841), pero se desconoce el paradero de estos. Asimismo, escribió también unos supuestos Apuntamientos de las cosas notables de Sevilla, que cita el doctor don Ambrosio de la Cuesta Saavedra, en sus “Adiciones á la Biblioteca de don Nicolás Antonio”. No obstante, esta información de La Barrera necesita verificarse. 
Uno de los más grandes admiradores de la elocuencia de Francisco de Medina fue Miguel de Cervantes de Saavedra. Por ello lo incluye en la octava número 42 del "Canto de Calíope" comparándolo con Cicerón y Demóstenes:  

Los rios de eloquencia que del pecho

del graue antiguo Ciceron manaron;

los que al pueblo de Atenas satisfecho

tuuieron, y a Demostenes honraron;

los ingenios qu'el tiempo ha ya deshecho,

que tanto en los passados se estimaron,

humillense a la sciencia alta y diuina

del Maestro Francisco de Medina (42).
Bonilla y Schevill 222

También fue elogiado por Juan de la Cueva en Viaje de Sannio y Cristóbal de Mesa en Restauración de España y Francisco de Pacheco en su Libro de retratos.

## Obras
- Prólogo: Obras de Garci Lasso de la Vega con Anotaciones de Fernando de Herrera (1580).
- Poema inédito de Francisco de Medina ("Un poema" 286-287).
- Los milagrosos sucesos del Almirante de Aragón, auto para la Concepción o fiesta del Rosario (entre 1551 y 1650).
- Otras obras suyas, o donde se le menciona, se encuentran digitalizadas en la BNM,[7] como el Cancionero sevillano, Tratados varios, y Sonetos de Juan de Arguijo.